# Vestfjorden (Nordland)
Pour les articles homonymes, voir Vestfjorden.
Le Vestfjord est un fjord qui s'étend entre l'archipel des Lofoten et la côte norvégienne. L'importance économique du Vesfjord est liée à l'afflux des morues qui migrent depuis la mer de Barents dans ce bras de mer à chaque printemps. Bien que les prises soient aujourd'hui contingentées par l'Union européenne, elles se sont montées en 2005 à 37 000 tonnes. 
Le début du Vestfjord se situe au niveau de la ville de Bodø qui se trouve environ à 100 km au nord du cercle polaire arctique. De là, le Vestfjord s'étire sur 200 km vers le nord-est jusqu'à l'île de Vesterålen. Hormis Bodø, les principales villes sur le Vestfjord sont Svolvær et Stamsund, toutes deux dans les Lofoten.